# Shelayna Oskan-Clarke
Shelayna Oskan-Clarke (* 20. ledna 1990) je britská atletka, která se specializuje na běh na 800 metrů, halová mistryně Evropy na této trati z roku 2019.
Na světovém šampionátu v Pekingu v roce 2015 doběhla pátá ve finále běhu na 800 metrů. V roce 2017 získala na halovém mistrovství Evropy stříbrnou medaili v této disciplíně. O rok později na světovém halovém šampionátu doběhla ve finále běhu na 800 metrů třetí. V roce 2019 se stala halovou mistryní Evropy na této trati.